# Torre Glòries

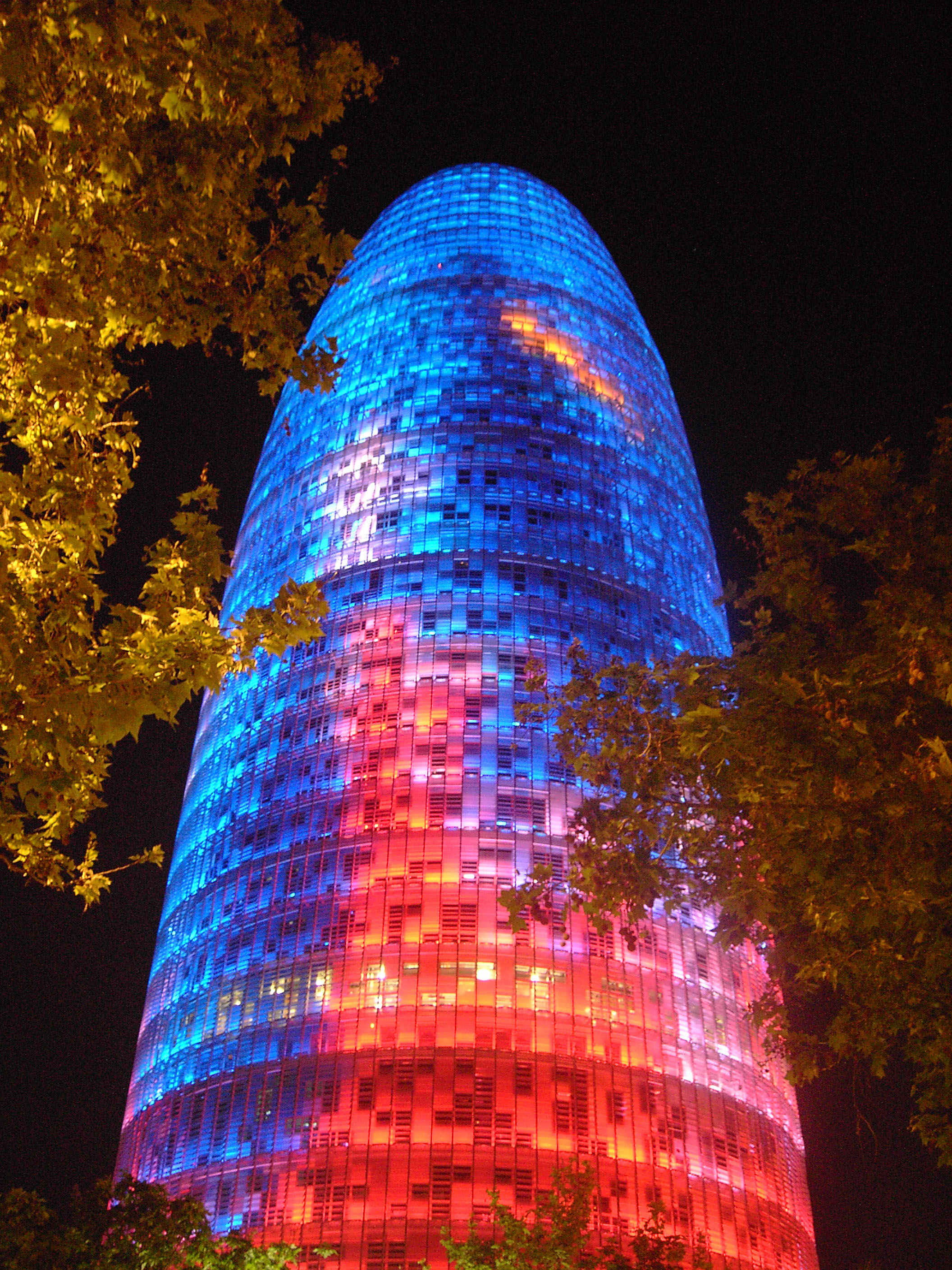
Widok nocny na Torre Glòries

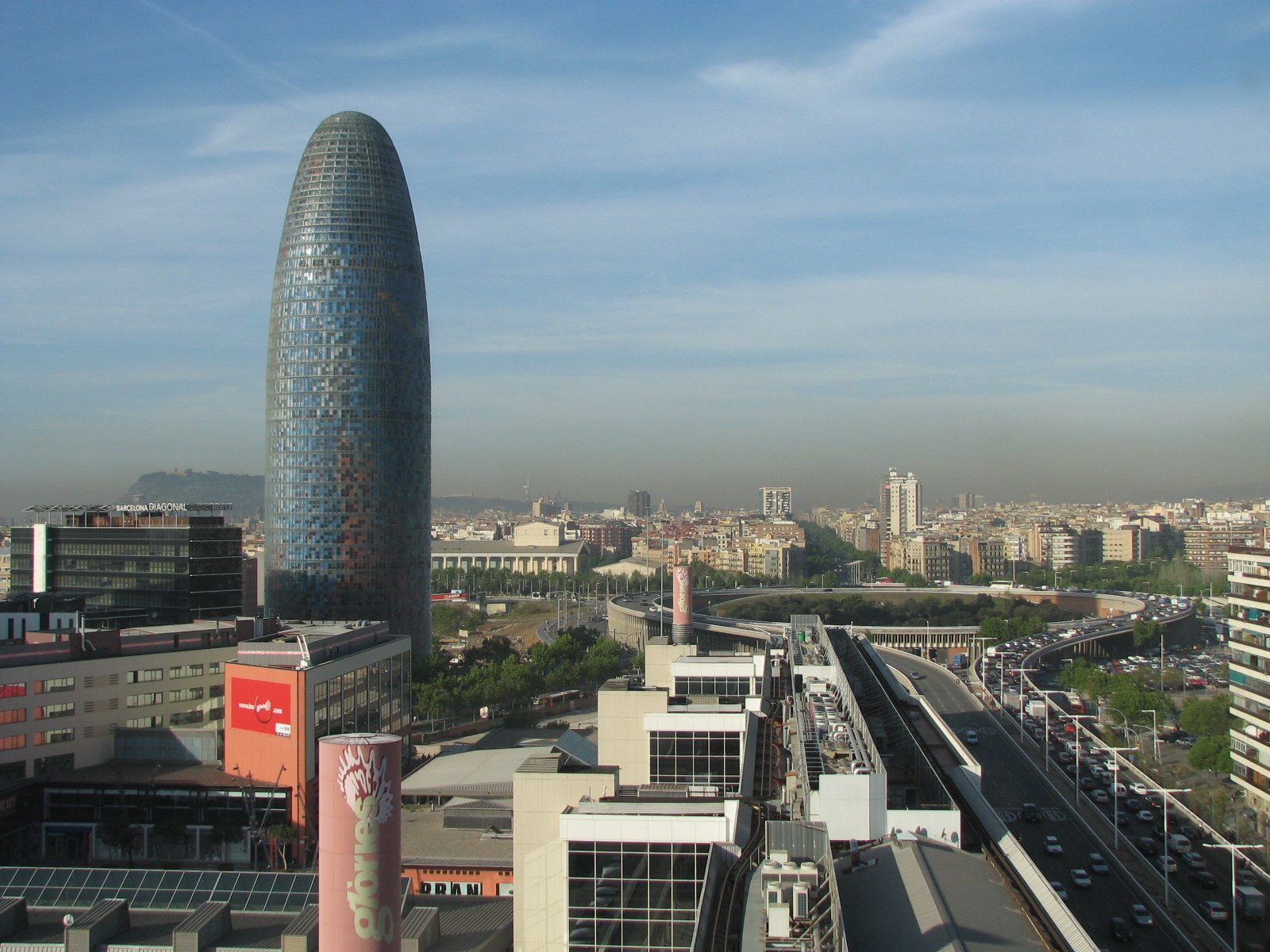
Widok na Torre Glòries z sąsiedniego biurowca

Torre Glòries (dawniej Torre Agbar) – biurowiec zaprojektowany w 1999 i wzniesiony w latach 2001-2005 na Plaça de les Glòries Catalanes w dzielnicy Poblenou w Barcelonie według projektu francuskiego architekta Jeana Nouvela (Ateliers Jean Nouvel we współpracy z b720 Fermín Vázquez Arquitectos). Oficjalne otwarcie biurowca miało miejsce w czerwcu 2005, zaś 16 września tego samego roku pracę w budynku oficjalnie zainaugurował król Hiszpanii Jan Karol I. Nazwa Torre Agbar wywodziła się od nazwy przedsiębiorstwa będącego właścicielem obiektu, Grupo Agbar.

## Cechy budynku
Projektując biurowiec Jean Nouvel był zainspirowany - jak sam stwierdził w wywiadzie - górą Montserrat koło Barcelony i "jej fallicznym kształtem", jak i wyglądem tryskającego w górę gejzera. Kształt obiektu czyni go zresztą jednym z najpopularniejszych budynków w Barcelonie, posiadających wiele potocznych nazw wśród mieszkańców. Posiada łączną powierzchnię 30 tys. m² nadziemnych pomieszczeń biurowych, 3210 m² pomieszczeń technicznych oraz 8351 m² większych sal, w tym jednego audytorium. Obiekt wznosi się na wysokość 144 metrów, posiada 38 kondygnacji, w tym cztery podziemne. Czyni go to trzecim co do wielkości budynkiem w Barcelonie, za Torre Mapfre i Hotelem Arts. 
Torre Glòries wzniesiona jest ze zbrojonego betonu z fasadą pokrytą szkłem. W nocy całość jest podświetlona za pomocą 4000 świateł LED. Dodatkową cechą obiektu jest zespół urządzeń mierzących temperaturę i sterujących otwieraniem i zamykaniem okien według wskazań termometrów. Mechanizm ten ma na celu zaoszczędzenie energii potrzebnej normalnie na klimatyzowanie pomieszczeń. 